# René Stockman
Pour les articles homonymes, voir Stockman.
 (novembre 2024).
Si vous disposez d'ouvrages ou d'articles de référence ou si vous connaissez des sites web de qualité traitant du thème abordé ici, merci de compléter l'article en donnant les références utiles à sa vérifiabilité et en les liant à la section « Notes et références ».
René P. E. Stockman, F.C., né le 13 mai 1954 à Assenede (Belgique), est un spécialiste belge des soins psychiatriques et supérieur général de la congrégation pontificale des Frères de la charité de Gand.

## Formation
René Stockman étudia à l'Institut Saint-Laurent à Zelzate de 1966 à 1972. Il termina ses études secondaires dans la filière économie.
En 1972 il entra dans la congrégation des Frères de la charité et fit le noviciat de 1972 à 1973 à Sint-Maria-Aalter. De 1973 à 1976, il poursuivit les études menant à l’agrégat d'infirmier à l'Institut supérieur des professions paramédicales.
Ensuite, il suivit la licence en sciences socio-médicales et gestion des hôpitaux à la Katholieke Universiteit Leuven, de 1977 à 1980. Son mémoire était intitulé L'organisation des soins de santé en psychiatrie au Ruanda et au Burundi. Il obtint également à la même université son aggrégat pour l'enseignement moyen supérieur. Il poursuivit ses études en vue d'obtenir le doctorat en soins de santé de la Katholieke Universiteit Leuven. Son mémoire, intitulé La mission des religieux dans les soins de santé psychiatriques lui valut en 1986 son doctorat, obtenu avec grande distinction.

## Activités professionnelles
René Stockman commence ses activités professionnelles en 1976, en devenant chef de département du service des soins au centre psychiatrique Saint-Julien (devenu le centre psychiatrique Dr Guislain) à Gand. Il y demeure jusqu'en 1977.
De 1980 à 1987, il est directeur de l'Instituut voor Psychiatrische verpleegkunde Guislain à Gand et de 1982 à 1988 directeur général du centre psychiatrique Dr Guislain.
En 1988, il est nommé chef de toutes les institutions des Frères de la charité en matière de soins psychiatriques et orthopédagogiques et le fut jusqu'en 1994.
En 1994, il est élu provincial de la province Saint-Vincent (Belgique) des Frères de la charité. En 2000 il est élu supérieur général de la congrégation des Frères de la charité. Depuis, il réside principalement à Rome, tout en se rendant régulièrement dans les maisons de la congrégation de par le monde. En 2006, il est réélu pour un deuxième terme de six ans, en 2012 pour un troisième terme et en 2018 pour un quatrième terme.
Il est démis de ses fonctions administratives le 25 février 2023 par le Vatican pour mauvaise gestion financière.

## Autres activités

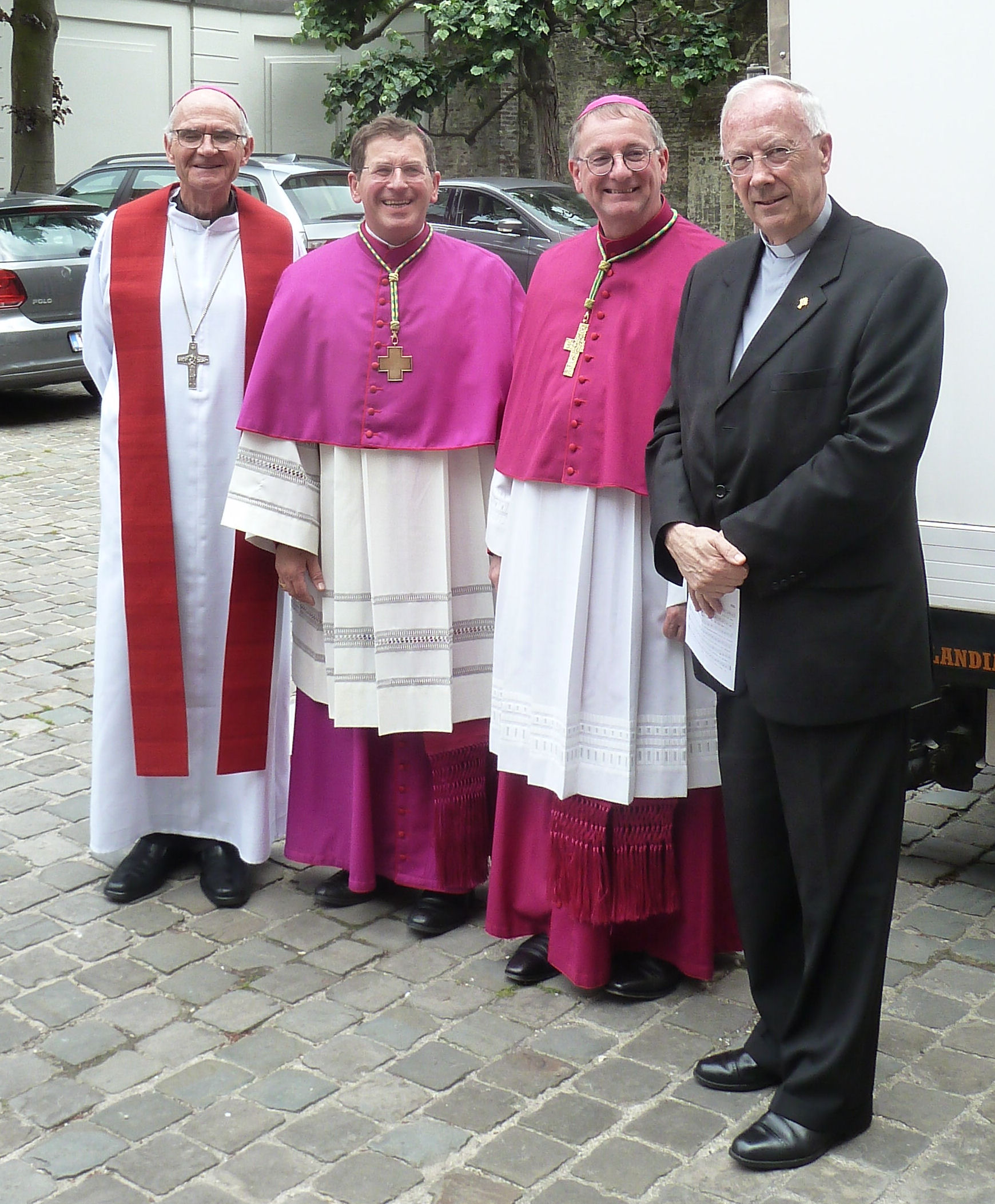
Pere Stockmans en 2019, droit.

- 1976 - 2000 : rédacteur en chef du magazine professionnel Psychiatrie en Verpleging,
- depuis 1980 : chargé de cours à l'Institut Guislain pour les soins psychiatriques à Gand,
- depuis 1983 : secrétaire et depuis 1989 président du Centre de coopération intercongrégationnel piur les soins de santé,
- depuis 1986 : conservateur du Musée Guislain à Gand,
- depuis 1986 : directeur du Cantre de formation Guislain à Gand,
- 1988 - 2000 : administrateur de Caritas Flandre Orientale,
- 1988 - 2000 : administrateur des institutions des soins de santé,
- 1989 - 2000 : administrateur de l'Association des Institutions de soins en Flandre (VVI),
- 1989 - 2000 : administrateur de Caritas Catholica Flandre,
- depuis 1989 : président du comité pour les missions des Frères de la charité et Caraes asbl pour l'aide au développement,
- depuis 1990 : rédacteur en chef de la revue de la congrégation Van Harte,
- depuis 1990 : consultant et chargé de cours à la Faculté de médecine de l'Université catholique de Louvain,
- depuis 1993 : président de Fracaritatis asbl, centre de coopération internationale,
- 1996 - 2000 : président de l'Association des supérieurs religieux de Belgique,
- depuis 1997 : membre du Conseil supérieur de l'UFSIA, Anvers,
- depuis 1998 : professeur invité EHSAL, Bruxelles,
- depuis 1998 : professeur invité au Kigali Health Institute, Kigali,
- depuis 2000 : professeur invité de l'université catholique d'Amérique, Washington,
- depuis 2000 : professeur invité à l'université pontificale du Latran, Rome,
- depuis 2001 : rédacteur du mensuel de la Congrégation Deus Caritas Est.

## Honneurs

### Décorations
- Ordre équestre du Saint-Sépulcre de Jérusalem

 Chevalier de l'ordre du Saint-Sépulcre de Jérusalem (1996)
- Belgique

 Commandeur de l'ordre de Léopold (2013)

## Publications

### En français
- Ni rime ni raison, histoire de la psychiatrie, Museum Dr. Guislain, Ghent, 1997
- Le Père Triest - Vingt médiations, 2001
- Le Père Triest au quotidien
- A l’abri des paroles bloemlezing uit de geschriften van Vader Triest
- A la lumière de Marie, Halewijn, Anvers, 2004
- Pierre Joseph Triest. En chemin vers la sainteté, Gompel&Svacina, 2019

### En anglais
- Praying with Father Triest, Broeders van Liefde, Gent, 1992
- Neither rhyme nor reason, history of psychiatry, Museum Dr. Guislain, Ghent, 1997,
- In the school of love - retreat about our life as Brothers of Charity, October 2001
- Father Triest - 20 meditations, 2001
- Father Triest for every day, 2001
- God makes history with people, 2002
- A harbour of wordsbloemlezing uit de geschriften van Vader Triest, 2002
- Peter Joseph Triest. On His Way to Sainthood, Gompel&Svacina, 2019

### En néerlandais
- Plaats van de religieuzen in de geestelijke gezondheidszorg, Uitgeverij Acco, Leuven, 1983
- Deontologie voor verpleegkundigen, Uitgeverij Aurelia - Paramedica, Gent, 1984
- Mijmeringen bij de geschiedenis van het Guislaininstituut, Uitgave Museum Dr. Guislain, Gent, 1987
- De Kerk en het verstoorde leven, Uitgeverij Lannoo, Tielt, 1988,
- Geen rede mee te rijmen. Geschiedenis van de psychiatrie, Uitgeverij Aurelia-Paramedica, 1989
- Beroepsethiek voor de verpleegkundige, Uitgeverij Aurelia-Paramedica, 1990
- Hoopvol op weg - Toekomstig beheer van congregationele gezondheidsinstellingen, Uitgeverij Acco, 1991
- Vastenheiligen, wondermeisjes en hongerkunstenaars, Uitgave Museum Dr. Guislain, Gent, 1991
- Bidden met Vader Triest, Broeders van Liefde, Gent, 1992
- Prof. André Prims, zoals we hem kennen en waarderen, Liber amicorum prof. André Prims
- Het beheer van congregationele gezondheidsinstellingen: historische achtergronden en toekomstperspectieven
- De vis heeft geen weet van het water, Een ethiek van het onvolkomene, Uitgeverij Pelckmans, 1995
- Het welzijn van de zorg, Acco, Leuven, 1996
- Zorg op maat en met een gelaat, Uitgeverij Garant, 1996
- Gezocht Gezicht, Uitgave Museum Dr. Guislain, Gent, 1996
- Met recht en rede - Waanzin tussen Wet en Kabinet, Uitgave Museum Dr. Guislain, Gent, 1997
- Bij de Heer zijn: gebedenboek van de Broeders van Liefde, Lannoo, Tielt, 1997
- Uw hand in mijn hand - Gebeden voor onderweg, Lannoo, Tielt, 1997
- De goede mijnheer Triest: een biografie van Kanunnik Petrus Jozef Triest, 1998
- Het beroepsgeheim in de zorgverleningssector, Uitg. Intersentia, redactie, 1998
- Bouwen aan een spiritualiteit van gelukkig zijn, 4 audio-cassettes uitgegeven door het Dr. Anna Terruwe Centrum.
- Religieus leven nu en morgen, in: Redactie verslagboek VHOB-URB-colloquium 6-7/11/1998
- De maat van de liefde is liefde zonder maat, Davidsfonds, Leuven, 1999
- Van nar tot patiënt, Davidsfonds, Leuven, 2000
- Waar is in een bureaucratische cultuur de patiënt gebleven?, in: Hoe komt het dat ethici verschillend denken?  Schijnwerper op de cultuur - Dr. W.J. Eijk, Dr. J.P.M Lelkens (ed.), Colombia, Oestgeest (NL), 2000, Hoofdstuk IX: p. 143-151.
- Uit handen gegeven, icoon van de schepping, Halewijn, Antwerpen. 2000
- Denken voor Vlaanderen - Over levenskwaliteit, Davidsfonds, Leuven, 2001, p. 75-88
- Vader Triest - 20 meditaties, 2001
- Vader Triest voor elke dag, 2001
- A. Demeulemeester: een schildersleven. Ode aan de vriendschap, 2001, p. 83-87.
- Rede en waanzin. Museum Dr. Guislain. De ontwikkeling van de morele behandeling in België of het ontstaan van de gestichtspsychiatrie, 2001, p. 141-185
- In woorden geborgen - bloemlezing uit de geschriften van Vader Triest, 2002
- Maria in het licht - Icoon van het leven van de Moeder Gods, Halewijn, Antwerpen, 2003
- Ubi Caritas - Godgewijd leven, Carmelitana, Gent, 2003
- Triest, een vader voor velen, Brothers of Charity Publications, Gent, 2003
- Uitdagingen voor de paus, in: Habemus Papam, het profiel van de volgende paus, Rik Torfs en Kurt Martens (ed.), Leuven, Davidsfonds, 2004, p. 128-132
- Liefde en barmhartigheid als weg van de bevestiging, in: Bevestiging, erfdeel en opdracht, Uitg. Damon Budel, 2004, p. 396-415.
- Schatten van mensen, Halewijn, Antwerpen, 2004
- Weten in wiens dienst ik sta, in: Guido Deblaere, innovator en inspirator, Lannoo, Tielt, 2004, p. 99-102
- Leiderschap in dienstbaarheid, de spiritualiteit van het leidinggeven, Lannoo, Tielt, 2004
- Mag ik je broeder noemen?  Religieuze broeders voor vandaag, Halewijn, Antwerpen, 2004
- Met de ogen van je hart, Halewijn, Antwerpen, 2004
- Triest Tour, 2005
- Brandde ons hart niet?, Davidsfonds, 2006
- Over een God die Liefde is, Halewijn, 2006
- Vincentius a Paulo, 2006
- Liefde in actie. 200 jaar Broeders van Liefde, Davidsfonds, 2007
- Pro Deo, Pelckmans, 2008
- Voor God alleen, Pelckmans, 2008
- Vincentius achterna, onze voorkeursoptie voor de armen, Halewijn, 2009
- Naar den Congo. 100 jaar Broeders van Liefde in Congo, Halewijn, 2011
- Laat niet verloren gaan één mensenkind, Gompel&Svacina, 2018
- Zoektocht naar de ware vreugde. Een wandeling doorheen de zaligsprekingen, Gompel&Svacina 2019
- Petrus Jozef Triest. Op weg naar heiligheid, Gompel&Svacina, 2019

### En roumain
- Manual de nursing psichiatric, Bucuresti, 2004